# Hạnh phúc
Hạnh phúc là một trạng thái cảm xúc của con người khi được thỏa mãn một nhu cầu nào đó mang tính trừu tượng. Hạnh phúc là một cảm xúc bậc cao. Ở con người, nó mang tính nhân bản sâu sắc và thường chịu tác động của lý trí. Hạnh phúc gắn liền với quan niệm về niềm vui trong cuộc sống.

## Định nghĩa

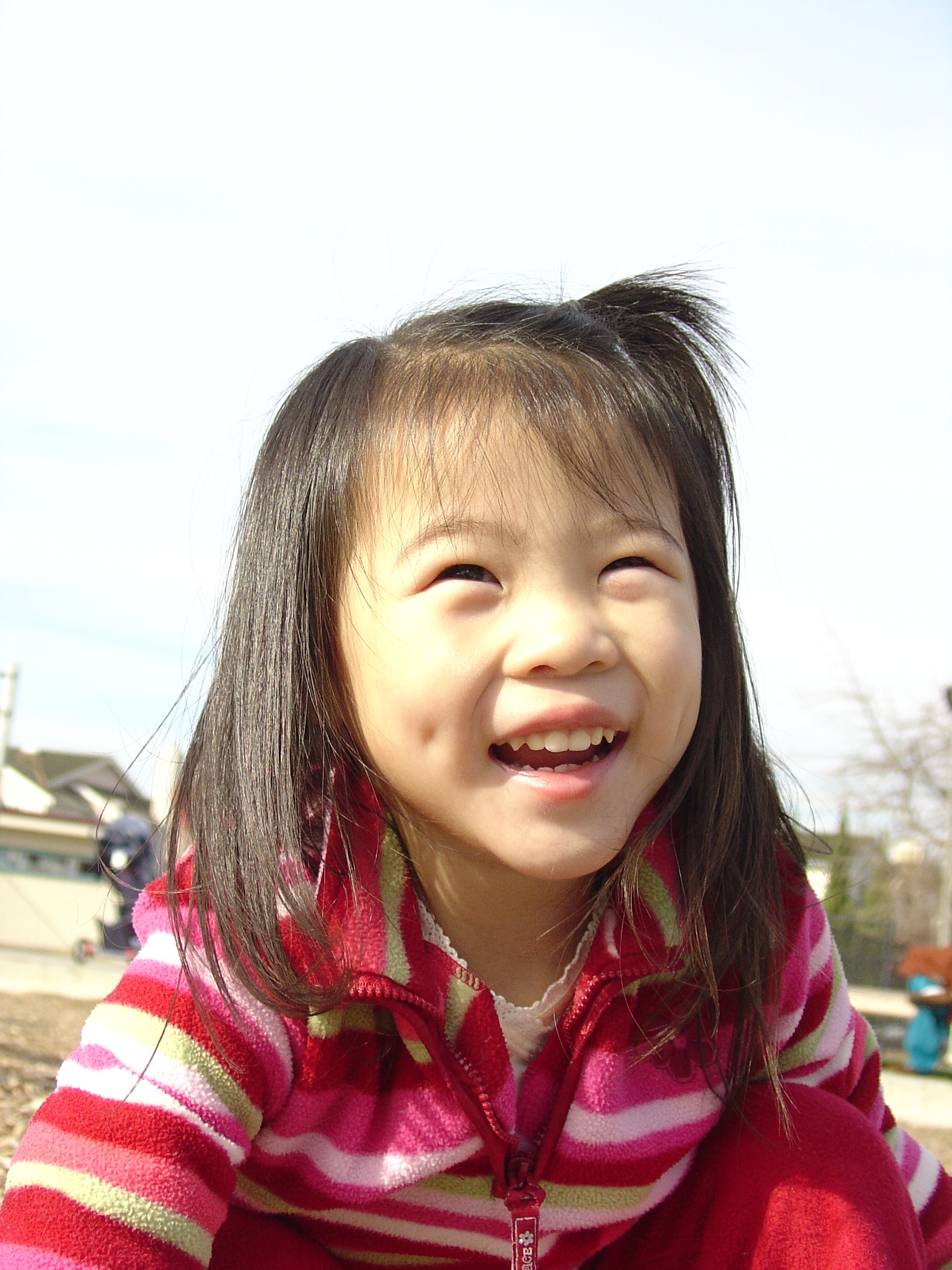
Vẻ mặt rạng rỡ

### Tiếng Anh
Định nghĩa và cách sử dụng từ 'Happiness' là một chủ đề gây nhiều tranh cãi, và có nhiều khác biệt trong các văn hóa khác nhau.

## Tôn giáo

### Phật giáo
Hạnh phúc là một chủ đề quan trọng trong triết lý Phật giáo.

### Thiên Chúa giáo
Hạnh phúc là con người được sống trong sự chia sẻ và biết yêu thương nhau.

## Triết học phương Tây

### Triết học Hy Lạp cổ đại

#### Platon
Platon là một trong những người đầu tiên phân loại hạnh phúc (eudaimonia). Theo Platon, hạnh phúc có thể phân chia theo các cấp bậc: hạnh phúc xác thịt, hạnh phúc bên ngoài và hạnh phúc về tâm hồn.

#### Heraclitus
Nhà triết học Heraclitus nói: "Nếu thỏa mãn vật chất là hạnh phúc thì ta có thể xem con bò là hạnh phúc..."

### Karl Marx
Karl Marx viết năm 1835, "...người hạnh phúc nhất là người đem đến hạnh phúc cho nhiều người nhất...". Ông cũng viết "Chỉ có cầm thú mới quay mặt trước nỗi đau của đồng loại, mà chăm lo cho hạnh phúc riêng của mình...". Triết gia người Tây Ban Nha Paul B. Preciado năm 2016 đã đánh giá, đối với Marx, hạnh phúc là sự giải phóng chính trị..

## Đo hạnh phúc
Hạnh phúc không thể đo đạc được, đó là quy luật. Hạnh phúc là vô hạn, khi ta biết tìm kiếm và giữ lấy nó cho bản thân và cùng lan tỏa cho mọi người.